# Árbol de la vida (álbum)
Árbol de la vida es la segunda producción discográfica de estudio de la cantante mexicana Lila Downs la cual salió a la venta de manera simultánea en México y Estados Unidos en julio de 2000, posteriormente fue lanzado en España y Latinoamérica. Con este álbum Downs logró buena popularidad en países europeos como España, Francia, Inglaterra y Alemania.
Producido por Lila Downs, Paul Cohen y Aneiro Taño con el apoyo del Instituto Oaxaqueño de las Culturas y Asociación Cultural Xquenda, este álbum es interpretado en español, náhuatl y en Idioma mixteco, este disco fue grabado en la Ciudad de México y en la Ciudad de Oaxaca, las canciones hablan sobre las diferentes deidades mexicanas, los códices mixtecos y las tradiciones, abarcando sonidos como: sones  y chilenas así como instrumentos prehispánicos como el cutinti (tambor ritual de barro, con graduación tonal por niveles de agua), percusiones autóctonas, flautas de carrizo, sonajas, tambores de la región del Istmo, percusiones electrónicas, violoncelos, trompetas, bandoneones, flauta transversal y guitarras acústicas y eléctricas las letras don de la autoría de Lila Downs y Paul Cohen.

## Lista de canciones
| #   | Título                                                  |      |
| --- | ------------------------------------------------------- | ---- |
| 1.  | «Simuna» (Manuel Reyes)                                 | 3:36 |
| 2.  | «Nueve viento» (Lila Downs/Paul Cohen)                  | 4:44 |
| 3.  | «Arenita azul» (Dominio Pupular)                        | 2:50 |
| 4.  | «La iguana» (Dominio Popular)                           | 3:05 |
| 5.  | «Yunu yucu ninu» (Juan de Dios Ortiz/Lila Downs)        | 3:28 |
| 6.  | «Xquenda» (Manuel Reyes Cabrera)                        | 5:03 |
| 7.  | «Nueve hierba» (Lila Downs/Paul Cohen)                  | 3:33 |
| 8.  | «Tres pedernal» (Lila Downs/Paul Cohen)                 | 5:15 |
| 9.  | «Luna» (Lila Downs/Paul Cohen)                          | 3:38 |
| 10. | «Semilla de piedra» (Lila Downs)                        | 4:23 |
| 11. | «Árbol de la vida» (Lila Downs/Paul Cohen)              | 5:55 |
| 12. | «Icnocuicatl» (Natalio Hernández/Lila Downs/Paul Cohen) | 3:15 |
| 13. | «Uno muerte» (Lila Downs)                               | 3:04 |

## Datos de lanzamiento
| País          | Fecha | Sello       | Formato | Catálogo |
| Internacional | 2000  | EMI, Narada | CD      | 79829    |